# 顏地龍屬
顏地龍屬（屬名：Chromogisaurus）是基礎蜥腳形亞目恐龍的一屬，生存於三疊紀晚期的阿根廷，是已知生存年代最早的恐龍之一。
正模標本（編號PVSJ 846）是一個部分骨骼，缺少頭顱骨，包含前肢、後肢、骨盆、兩節尾椎。化石發現於阿根廷的Valle Pintado，屬於伊斯基瓜拉斯托組（Ischigualasto Formation）地層，地質年代相當於三疊紀晚期的卡尼階，是已知生存年代最早的恐龍之一。
在2010年，古生物學家Martín Daniel Ezcurra將這些化石敘述、命名。模式種是諾瓦斯顏地龍（Chromogisaurus novasi），屬名在古希臘文意為「顏色土地」，是Valle Pintado的原意；種名則是以古生物學家費爾南多·諾瓦斯為名。顏地龍是草食性動物，身長約2公尺，可能是四足動物。
根據親緣分支分類法研究，顏地龍屬於瓜巴龍科，是種基礎型蜥腳形類恐龍。瓜巴龍科還包含：瓜巴龍、濫食龍、農神龍。在瓜巴龍科內部，顏地龍、農神龍形成一個次演化支，名為農神龍亞科（Saturnaliinae）。